# إيما غيليت
إيما غيليت (بالإنجليزية: Emma Gillett) هي محامية ومُدرسة أمريكية، ولدت في 30 يوليو 1852، وتوفيت في 23 يناير 1927.